# Hedeby
Hedeby (på norrønt: Heiðabýr, nutidens marknavn er Haddeby, på tysk bruges Haithabu) lå inderst i Slien ved Haddeby Nor på den jyske halvøs smalleste sted, og tæt op ad Slesvig by. Byen var en af Danmarks første og blev i løbet af vikingetiden Nordens mest centrale og markante handelsby med Østersøen som det dominerende kontaktområde. I 804 omtales byen første gang i skriftlige kilder.
Hedeby og Dannevirke blev optaget på UNESCOs liste over verdenskulturarv i juni 2018 .

## Beliggenhed
Hedeby var strategisk placeret, hvor den nord-syd gående Hærvej og den vest-øst gående handelsrute via Ejderen, Trene og Slien i det sydlige Jylland mødtes.
De første huse blev bygget omkring Hedebybækkens udløb i Hedeby Nor og var omgivet af en 1,3 km lang og op til 10 m høj halvkredsvold, som stod i forbindelse med det ældste Dannevirke. Halvkredsvolden afgrænsede et areal på 24 ha og fortsatte som en palisade ud i vandet, så havnen og skibene også var beskyttet. Volden havde porte i nord, syd, sydvest og i vest, hvorigennem løb Hedebybækken for byens vandforsyning. Byens gader løb vinkelret på og parallelt med bækken. Porten i sydvest kaldes også Svends Stormhul efter Svend Tveskæg.
De ældste huse i Hedeby er fra begyndelsen af 800-tallet. Udgravningerne af den centrale bebyggelse inden for halvkredsvolden viser, at husene i Hedeby lå tæt, og at gaderne imellem var bygget af træplanker. I nordvest var der talrige grubehuse, der tjente som værksteder for mange forskellige håndværkere. Hedebys havn fungerede dengang både som handelsplads og samlingssted for flåden. Havnen var beskyttet af en pælespærring og havde på et tidspunkt op til 60 m lange anløbsbroer. I havnebassinet er der fundet rester af et stort handelsskib og et elegant krigsskib.

## Historie
Efter anglernes udvandring til De britiske Øer blev det sydlige Jylland underlagt danerne , som i 737 byggedes grænsevolden Dannevirke mellem Trene og Østersøen.
Den ældste bebyggelse, som har ligget lige syd for den senere Hedeby, er fra 700-tallet. I 804 omtales Hedeby første gang i de skriftlige kilder, idet de frankiske rigsannaler fortæller, at den danske kong Godfred ødelagde den slaviske handelsplads Reric i Mecklenburg og flyttede købmændene herfra til Hedeby. Herefter omtales Hedeby hyppigt såvel i udenlandske krøniker som på danske og nordiske runesten og i skjaldekvad. Vikingebyen regnes for grundlagt af kong Godfred. Den var i hvert fald hans vigtigste besiddelse.
Hedeby var den vigtigste handelsplads i vikingetiden, ligesom der er fundet tegn på en omfattende håndværksaktivitet. Indbyggerne handlede med bl.a. klæde, keramik, salt, vin med krydderier og andre eksotiske varer. Mange håndværkere som snedkere, tømrere, pottemagere og bådebyggere har efterladt spor af en del værktøj. En glassmelteovn fortæller om fremstillingen af glasperler. Fra år 850 slår omvandrende kunsthåndværkere sig ned i Hedeby. I deres værksteder blev fremstillet smykker, som handledes i hele vikingernes verden.
Byens udvikling skyldtes, at dens beliggenhed var meget gunstig. Dels var den beskyttet mod overfald fra syd af Dannevirke, dels lå den ved vestenden af Østersøen, hvor der var omladning til landtransport tværs over Jylland, og dels lå den ved Hærvejen, hvor den nord-sydgående landtrafik passerede tæt forbi bunden af Slien. Hedeby var derfor et knudepunkt for den nordeuropæiske handel.
Omkring år 848 fik munken Ansgar af kong Horik 1. tilladelse til at bygge en kirke i Hedeby og udførte her den første kristne mission i Danmark. Kirken i Hedeby skulle være den første danske kirke. I 948 blev byen bispesæde. Hedeby var sammen med Ribe og Århus et af tre jyske bispedømmer, som var underlagt ærkebispesædet Hamborg-Bremen. Her virkede formodentlig også biskop Poppo, som døbte Harald Blåtand. I Hedeby blev Nordens første mønter slået. Det skete i begyndelsen af 800-tallet. Hedebymønterne efterlignede de frankiske mønter. I 800-tallet havde byen en konstant udmøntning. Under urolige tider i midten af 900-årene blev der opført en 1300 m lang halvkredsvold omkring byen, der nogle steder var op til 11 m høj. Volden blev senere forbundet med Danevirke, og den blev forstærket flere gange. På samme tid havde byen med cirka 1500 indbyggerne sin økonomiske blomstringstid.
Hedeby var skueplads for mange af vikingetidens magtkampe. I 934 angreb den tyske kong Henrik Fuglefænger danerne ved Hedeby, slog dem og tvang den danske kong Gnupa til at lade sig døbe. Henriks militærtogt var dog først og fremmest en straffeekspedition mod de vikinger, der hærgede de nordtyske kystområder. I 974 angribes Danevirke igen af Otto 2’s tropper, og mindst én af portene stormes med held. Udfaldet har uheldige konsekvenser for kong Harald. Hedeby besættes af tyskerne , som sætter sig fast i området mellem Ejderen og Slien. I 983 vendte krigslykken, og danerne standsede under Harald Blåtand den tyske indflydelse i det område, som den tyske kejser anså som sin slesvigske eller danske mark (=grænseområdet mellem Slien og Ejderen).
Ifølge de skriftlige kilder blev Hedeby ødelagt flere gange ved midten af 1000-tallet, og i 1050 afbrændtes byen endeligt af den norske Harald Hårderåde. Arkæologiske fund viser, at bebyggelsen ophørte, og indbyggerne flyttede til Slesvig, hvortil de nye, mere dybtgående skibe bedre kunne sejle. Selve Hedeby blev aldrig genopbygget. Navnet Hedeby var i mange år glemt, indtil oldtidsbyen Hedeby blev udgravet. For at adskille oldtidsbyen fra den nye Slesvig by benyttes i dag igen det danske navn Hedeby.
Flere andre steder omkring Hedeby ligger gravhøje og andre oldtidsminder. Hedeby-stenene fra området omkring Hedeby og et genopbygget vikingeskib, som blev fundet hvor Hedebys havn lå, kan ses i Vikingemuseum Hedeby. Dannevirkes historie forklares i Danevirke Museum.
Fra 2005 til 2008 blev syv vikingehuse efter originale bygningsfund rekonstrueret lige inden for halvkredsvolden. I juni 2007 blev de præsenteret for offentligheden. Husene står, hvor bopladsens centrum formodentlig lå. Samme år blev der på Flensborg museumsværft bygget et omtrent 6,50 m langt vikingeskib, som efter maj 2009 ligger ved Hedebys anløbsbro.
Andre bebyggelser fra vikingetiden i området omkring Hedeby er Kosel på halvøen Svans, hvor udgravninger fandt sted i 1970'erne og Fysing i det sydlige Angel, hvor arkæologiske udgravninger begyndte i sommeren 2010.

## Udgravninger
Især i 1930'erne og 1960'erne, er der gennemført omfattende udgravninger af det 24 ha store område inden for halvkredsvolden og på gravpladserne. I 1959 blev også den syd for Hedeby liggende ældre boplads udgravet. Ved dykninger i den cirka 11 ha store havnebassin foran bopladsen lokaliserede arkæologerne i 1953 vraget af et delvist udbrændt kongeligt langskib (Hedeby 1).
I 1978 blev den såkaldte Hedebyklokke bjærget. Et år senere var det også muligt at bjærge det allerede 1953 fundne langskib. Senere fandt arkæologerne endnu to skibsvrag mere (Hedeby 1 ???? og Hedeby 2). Undersøgelserne af havneanlæggene foregik ved hjælp af seismiske målinger.
Ved hjælp af geofysiske overfladeundersøgelser kunne arkæologerne i 2002 tegne et slags bykort for oldtidsbyen.
Syd for bopladsen fandt arkæologerne allerede i 1908 Hedeby skibsgrav.